# سليمان يولا
سليمان يولا Souleymane Youla (بالفرنسية: Souleymane Youla)‏، من مواليد 29 نوفمبر 1981 في غينيا، لاعب كرة قدم غيني.
بدأ مسيرته الكروية مع نادي لوكيرين البلجيكي في موسم 1999/2000، ولعب معهم 14 مباراة وسجل 9 أهداف، وفي موسم 2000/2001 انتقل إلى نادي آندرلخت البلجيكي، ولعب معهم 15 مباراة وسجل هدف واحد، وفي عام 2001 انتقل إلى نادي غينسيلبيرليجي التركي، ولعب معهم حتى عام 2005، وشارك معهم في 112 مباراة وسجل 49 هدف، وفي موسم 2005/2006 انتقل إلى نادي بشكتاش التركي، ولعب معهم 12 مباراة وسجل هدفين، وفي عام 2006 انتقل إلى نادي متز الفرنسي، ولعب معهم 16 مباراة وسجل هدف واحد، ومنذ عام 2007 وهو يلعب مع نادي ليل الفرنسي.
بدأ مسيرته الدولية مع منتخب غينيا لكرة القدم في عام 2004.

## روابط خارجية
- سليمان يولا على موقع اتحاد تركيا (لاعب) (الإنجليزية)
- سليمان يولا على موقع قاعدة بيانات كرة القدم.إي يو (الإنجليزية)
- سليمان يولا على موقع ناشيونال فوتبول تيمز (الإنجليزية)
- سليمان يولا على موقع Soccerway.com (الإنجليزية)
- سليمان يولا على موقع عالم كرة القدم.نت (الإنجليزية)
- سليمان يولا على موقع كووورة